# Simmetria CPT
La simmetria CPT è la simmetria fondamentale delle leggi fisiche sotto trasformazioni che comportano le inversioni simultanee di carica, parità e tempo. Ad oggi è considerata l'unica simmetria discreta esatta della natura.
Nel 1954 fu dimostrato un teorema (teorema CPT) che deriva la conservazione della simmetria CPT per tutti i fenomeni fisici assumendo la correttezza delle leggi quantistiche.
La simmetria CPT implica che un'immagine speculare del nostro universo come riflessa da uno specchio immaginario, con tutti gli oggetti aventi momenti e posizioni opposte (corrispondente all'inversione della parità), con tutta la materia sostituita da antimateria (corrispondente all'inversione della carica) e il tempo che scorre all'indietro, evolverà esattamente come il nostro universo. In ogni istante i due universi risultano identici e l'inversione CPT può trasformare l'uno nell'altro.

## Storia
Durante i tardi anni 1950 fu rilevata la violazione della simmetria P in fenomeni che comportano l'interazione debole, e furono dimostrate anche violazioni della simmetria C. Per un breve periodo, si pensò che la simmetria CP fosse conservata in tutti i fenomeni fisici, ma l'ipotesi si dimostrò errata e ciò implicava, in caso di violazione dell'invarianza CPT, anche le violazioni della simmetria T.
Il teorema CPT fu introdotto per la prima volta, implicitamente, nel lavoro di Julian Schwinger del 1951 per dimostrare la connessione tra spin e statistica. Nel 1954, Gerhart Lüders e Wolfgang Pauli ricavarono delle dimostrazioni più esplicite, perciò questo teorema è talvolta detto teorema di Lüders-Pauli. Più o meno nello stesso periodo, indipendentemente, questo teorema fu dimostrato anche da John Stewart Bell. Queste dimostrazioni sono basate sul principio dell'invarianza di Lorentz e sul principio di località nell'interazione dei campi quantistici. Successivamente, Res Jost diede una dimostrazione più generale nell'ambito della teoria quantistica dei campi assiomatica.

## Derivazione del teorema CPT
Si consideri un boost di Lorentz in una direzione fissata z. Questo può essere interpretata come una rotazione dell'asse temporale attorno all'asse z, con un parametro di rotazione immaginario. Se questo parametro fosse reale, sarebbe possibile per una rotazione di 180° invertire la direzioni del tempo e di z. Invertire la direzione di un asse è una riflessione di spazio in un numero qualsiasi di dimensioni. Se lo spazio ha 3 dimensioni, è equivalente a riflettere tutte le coordinate, perché un'aggiuntiva rotazione di 180° nel piano x-y  potrebbe essere inclusa.
Questo definisce una trasformazione CPT se si adotta l'interpretazione di Feynman-Stueckelberg delle antiparticelle (le antiparticelle equivalgono alle corrispondenti particelle che viaggiano indietro nel tempo). Questa interpretazione richiede un leggero prolungamento analitico, che è ben definito solo sotto le assunzioni seguenti:
1. la teoria è invariante di Lorentz;
2. il vuoto è invariante di Lorentz;
3. l'energia è limitata inferiormente.

Quando valgono queste assunzioni, la teoria quantistica si può estendere a una teoria euclidea, definita traslando tutti gli operatori secondo la componente immaginaria del tempo, usando l'Hamiltoniano.  Le relazioni di commutazione dell'Hamiltoniano, e i generatori di Lorentz, garantiscono che l'invarianza di Lorentz implica l'invarianza rotazionale, cosicché ogni 'stato' può essere ruotato di 180°.  Dal momento che una sequenza di due riflessioni CPT è equivalente a una rotazione di 360°, i fermioni mutano di segno a seguito di due riflessioni CPT, mentre i bosoni no.
Questo fatto può essere usato per dimostrare il teorema della statistica di spin. 

## La violazione delle simmetrie C, P e T
Nel 1957 fu individuata la possibilità di violazione della simmetria di parità ad opera di alcuni fenomeni che coinvolgono i campi di interazione debole e vi sono dati certi della violazione anche della simmetria di carica e di tempo. Per un breve periodo si pensò che la simmetria CP potesse essere conservata in tutti i fenomeni fisici, ma nel 1964 fu dimostrato il contrario. 

## Studi sulla simmetria CPT
Nel 2002 Oscar Greenberg provò che la violazione della simmetria CPT implicherebbe anche la rottura della simmetria di Lorentz; ciò comporta che qualsiasi studio della violazione della simmetria CPT comprende anche la violazione di quella di Lorentz. Anche se non vi sono prove della violazione dell'invarianza di Lorentz, diverse ricerche sperimentali di tali violazioni sono state eseguite nel corso degli ultimi anni, in particolare per valutare la violazione di simmetria della carica per evidenze in cui l'antineutrino sembrerebbe avere una massa diversa dal neutrino. In un articolo di V.A. Kostelecky e N. Russell del 2010 è riportato un elenco dettagliato dei risultati di tali ricerche sperimentali.